# زوخير كوزيبوييف
زوخير كوزيبوييف (11 مارس 1986 بقرشي في أوزبكستان - ) هو لاعب كرة قدم أوزبكستاني في مركز الهجوم. شارك مع منتخب أوزبكستان لكرة القدم. أما مع النوادي، فقد لعب مع نادي نسف قرشي وFC Mash'al ‏ وFC Nasaf-2 ‏.

## روابط خارجية
- زوخير كوزيبوييف على موقع قاعدة بيانات كرة القدم.إي يو (الإنجليزية)
- زوخير كوزيبوييف على موقع ناشيونال فوتبول تيمز (الإنجليزية)
- زوخير كوزيبوييف على موقع Soccerway.com (الإنجليزية)
- زوخير كوزيبوييف على موقع عالم كرة القدم.نت (الإنجليزية)